# Бигуа, Лоик
Лоик Бигуа (Loïc Bigois, род. 19 сентября 1960, Экс-ан-Прованс, Франция) — специалист по аэродинамике в Формуле-1.
После получения инженерных навыков в Париже и Экс-ан-Провансе Бигуа переехал в Тулузу и начал работу в аэрокосмической промышленности. В 1990 году его приняли на работу в французскую автогоночную команду Формулы-1 Ligier, где он занимался аэродинамикой и проработал в течение нескольких лет в должности главы конструкторского бюро. Затем, уйдя из команды на некоторое время, он вернулся в середине 90-х, заняв должность главного дизайнера, в которой находился и после смены владельцев команды («Ligier» была выкуплена и переименована в Prost GP). Он покинул команду незадолго до начала сезона 2002 года, в этом же году команда обанкротилась.
После развала Prost, Бигуа перешёл в Minardi, где работал до 2003 года, когда ему было предложено сотрудничество с Williams в качестве одно из аэродинамиков команды. Бигуа заменил Антонию Терци и начал сотрудничать с Йоргом Цандером, сменившим Гэвина Фишера на посту главного дизайнера в сентябре 2005 года. Бигуа и Цандер трудились под руководством технического директора Сэма Майкла.
2 июля 2007 года Бигуа объявил, что присоединяется к коллективу Honda и прекращает сотрудничество с Williams. В 2009 году Honda была преобразована в Brawn GP, но Бигуа остался в команде в качестве главы отдела аэродинамики. В свой дебютный и единственный сезон Brawn GP выиграла чемпионат мира и кубок конструкторов, а Лоику Бигуа была присуждена премия Дино Тозо, как аэродинамику года. После победы в чемпионате команда была выкуплена и преобразована в Mercedes, Бигуа продолжал работу в команде до 2012 года.
В 2012 году занял пост руководителя департамента аэродинамики в Scuderia Ferrari.